# Alphonsine Mary
Alphonsine Mary, dite Fonfon ou Miss Fonfon, née Alphonsine Delphine Debus le 5 février 1903 dans le 6e arrondissement de Paris et morte le 5 mai 1945 à Marseille, est une actrice française connue pour avoir tenu le rôle de Fonfon dans la série des « Bébé » de Louis Feuillade, dont son frère était le héros.

## Biographie
Alphonsine Delphine Debus naît en 1903 au 3 rue Félibien, dans le 6e arrondissement de Paris, fille naturelle de Juliette Lucie Debus, brocanteuse. L'artiste lyrique Abélard (né Abeilard Clément Mary), domicilié à la même adresse, signe en tant que témoin son acte de naissance. En 1905, la mère d'Alphonsine donne naissance à un seconde enfant naturel, Anatole Antoine Clément Debus. En 1913, ce dernier est légitimé par le mariage de sa mère avec Abélard,.
Vers 1910, les deux enfants apparaissent dans la série  « Bébé », des courts-métrages muets comiques réalisés par Louis Feuillade : son frère, sous le nom de Clément Mary, dans le rôle du héros Jean-Joseph Labèbe, dit  Bébé ; et Alphonsine, plus occasionnellement, dans celui de Fonfon, la sœur de Bébé. La collaboration avec Louis Feuillade s'arrête en 1913, le jeune René Poyen, qui interprète Bout de Zan, devenant à la place de Clément Mary la vedette des films suivants.
Les deux enfants, surnommés Bébé Abélard (ou le Petit Abélard) et Miss Fonfon (ou conjointement les « Petits Abélard »), poursuivent brièvement leur carrière sur les planches dans des spectacles comiques, accompagnés de leur père Abélard et de leur mère, devenue artiste lyrique sous le nom de Miss Mary ou Mme Abélard,,. Clément Mary reprend sa carrière cinématographique dans les années 1930 sous le nom de René Dary.
Alphonsine Mary meurt en 1945 à Marseille.

## Filmographie
- 1910 : Rêves enfantins : l'enfant
- 1910 : Bébé apache : Fonfon
- 1910 : La Trouvaille de Bébé
- 1911 : Bébé fait une fugue
- 1911 : Le Bracelet de la marquise : la sœur
- 1911 : La Fille du juge d'instruction
- 1911 : Bébé roi
- 1911 : Bébé sur la Canebière
- 1912 : Bébé veut payer ses dettes : la petite sœur de Bébé
- 1912 : Bébé devient féministe